# Света Богородица Спилеотиса
Вижте пояснителната страница за други значения на Света Богородица Спилеотиса.
„Света Богородица Спилеотиса“ или „Света Зона“ е средновековен манастир, който към днешна дата принадлежи към Неврокопската епархия на Българската православна църква. Манастирът, обявен за паметник на културата с национално значение, се намира само на километър югоизточно от центъра на град Мелник.
Предполага се, че сградата на манастира е изградена от самостоятелния мелнишки владетел деспот Алексий Слав около 1209 – 1211 г. През 1220 година деспот Слав издава грамота на манастира – Сигилият на деспот Алексий Слав, с която му дарява земя, книги и църковна утвар и му дава пълен имунитет. От втората половина на XIV век до началото на XX век манастирът е метох на Ватопедския манастир в Света гора. Дълго време манастирът запазва почетното си място в духовния и културния живот на Мелник. Той има важно значение и цариградските патриарси неведнъж повеляват на местните митрополити да не се бъркат в делата му. Запада едва през XIX век, заедно с другите мелнишки манастири.
Манастирът е разположен на плато на хълма Свети Никола в източния край на Мелнишката крепост. Едната от двете кули охраняващи пътя към Неврокоп е манастирската. Манастирът е разрушаван в средата на XIII, в XVI и в XVIII век. В 1795 година в развалините на манастира е построена църквата „Света Богородица на Светия пояс“ („Света Зона“). Манастирът е изоставен след изселването на гръцкото население в 1913 година. През 40-те години върху средновековната манастирска църква е построен параклис. В стенопис има вписан надпис:
| „ | Δέησις τῶν δούλων τοῦ Θεοῦ Μαυρούδι, Μανόλι καὶ ἡ μήτηρ αὐτῶν Κομνεάνη. 1731 | “ |